# Хуан Цзюнься
Хуа́н Цзюнься́ (кит. упр. 黄俊霞, пиньинь Huáng Jùnxiá, 9 октября 1975, Паньши, Китай) — китайская хоккеистка (хоккей на траве), полевой игрок. Серебряный призёр летних Олимпийских игр 2008 года.

## Биография
Хуан Цзюнься родилась 9 октября 1975 года в китайском уезде Паньши.
Играла в хоккей на траве за «Цзянсу» из Чанчжоу.
В 2000 году вошла в состав женской сборной Китая по хоккею на траве на летних Олимпийских играх в Сиднее, занявшей 5-е место. Играла в поле, провела 7 матчей, мячей не забивала.
В 2004 году вошла в состав женской сборной Китая по хоккею на траве на летних Олимпийских играх в Афинах, занявшей 4-е место. Играла в поле, провела 6 матчей, мячей не забивала.
В 2008 году вошла в состав женской сборной Китая по хоккею на траве на летних Олимпийских играх в Пекине и завоевала серебряную медаль. Играла в поле, провела 4 матча, мячей не забивала.
Дважды завоёвывала золотые медали хоккейных турниров летних Азиатских игр: в 2002 году в Пусане и в 2006 году в Дохе, дважды — бронзовые медали в 1994 году в Хиросиме и в 1998 году в Бангкоке.
В 2003 году завоевала серебряную медаль Трофея чемпионов в Сиднее.